# Den Liviske Orden
Den Liviske orden eller Livlands Orden, fulde navn Jerusalems Tyske Hus Jomfru Marias hospital i Livland (latin: Domus Sanctae Mariae Theotonicorum in Livonia, nedertysk (plattysk): Dutscher orden to Lyffland, tysk: Deutsche Orden in Livland, estisk: Jeruusalemma Saksa Maja Püha Maarja hospidal Liivimaal eller Liivimaa ordu) var den katolske ridderorden, Den tyske Ordens livlandske gren, der eksisterede i årene 1237–1562.

## Historie

### Dannelse
Den Liviske Orden blev dannet i 1237, da den Den tyske Orden sammensluttedes med Sværdbroderordenen, efter at sidstnævnte i 1236 i slaget ved Saule havde lidt et afgørende nederlag til Storfyrstendømmet Litauen. Da Den tyske Ordens hovedkvarter dengang endnu lå i Palæstina, dannedes til forvaltning af Livland en særlig ordensgren. I de første år var flertallet af medlemmerne i den liviske ordensgren tidligere sværdbrodermedlemmer, men fra omkring 1240 begyndte flertallet af ordensmedlemmer at have en fremmed baggrund. I begyndelsen var den liviske ordensgren meget stærkt knyttet til Den tyske Ordens stormester, der i det 13.–14. århundrede udnævnte de stedlige mestre efter eget forgodtbefindende. I denne periode var de forskellige ordensgrene forenet gennem en fælles fjende, det litauiske storfystendømme, med hvem man kæmpede i det i 1279 ikke fremgangsrige Slag ved Aizkraukle, hvorunder også landemarskal Ernst von Ratzeburg døde. Fra slutningen af det 13. århundrede begyndte imidlertid også vedvarende interne stridigheder i Livland, fortrinsvis mellem ordenen og ærkebispen i Riga eller med byen Riga.

### Udviklingen i hovedtræk i det 14.–16. århundrede
1346 købte Den tyske Orden den danske konges besiddelser i det nordlige Estland, (Hertugdømmet Estland) og overdrog disse det følgende år til Den Liviske Orden at forvalte. Takke være dette blev ordenens magt i forhold til bispedømmerne i Livland væsentligt stærkere, og i det 14.–15. århundrede søgte ordenen gentagne gange at inkorporere Riga ærkebispesæde under sig eller reelt at forene ærkebispens besiddelser med ordenens egne. Samtidig mistede ordenen i slutningen af det 14. århundrede en væsentlig begrundelse for sin eksistens, idet det hidtil hedenske Litauen sammensluttedes med Polen i Krevo-unionen. Dette forbund vendte sig straks imod Den tyske Orden, hvorved dennes forbindelse med Den Liviske Orden hurtigt svækkedes, hvilket ikke direkte truede det polsk-litauiske forbund. Den Liviske Ordens voksende selvstændigheds viste sig også derved, at fra slutningen af det 14. århundrede udvalgtes på stedet to kandidater til ordensmesterembedet, og stormester kunne kun vælge mellem disse. Egentlig uafhængighed af stormesteren opnåede Den Liviske Orden i midten af det 15. århundrede, da man efter en intern konflikt i Den tyske Orden kun gav stormesteren en kandidat at godkende. Samtidig forsøgte man at overtage Estland fra Den tyske Orden, hvilket officielt skete i 1459. Reelt forblev imidlertid højmeisteren nominelt herre over Estland indtil 1525, da Den tyske Ordens preussiske gren blev sekulariseret. Derefter blev Den Liviske Orden reelt totalt uafhængig. Officielt forblev ordenen dog en gren af Den tyske Orden og hørte nominelt under Den tyske Ordens administrator i Tyskland så længe, ordenen eksisterede.
I anden halvdel af det 15. århundrede forandredes afgørende de udenrigspolitiske forhold, da Moskva storfyrstendømme sammensluttedes med Novgorod fyrstendømme og strakte sig tillige til Livland og ordensområdernes grænser. I årene 1480–1481 og 1501–1503 foregik mellem Moskva og Pihkva to krige, der ikke virkede til fremme af ordenens stilling. Internt i Livland lykkedes det at holde fred, men nye rystelser fulgte, da der udbrød reformation i 1520-erne, senere forsøgte ærkebispen i Riga, Wilhelm von Hohenzollern, at sekularisere Livland. I 1530 blev ordensmester Wolter von Plettenberg den tysk-romerske kejsers vasal uden, at dette bevirkende nogen styrkelse af ordenens stilling.

### Afvikling
I 1558 udbrød den livlandske krig, og ordenen viste sig da ikke længere at være i stand til at forsvare landet, og gav sig 1559 ind under Polens beskyttelse. Efter, at de nordlige estiske ordensforvaltningsområder i 1561 havde givet sig ind under svensk beskyttelse, havde den sidste ordensmester Gotthard Kettler ikke andet at gøre end at overgive sig til den polske konge. I november 1561 blev ordenens områder sammen med ærkebispesædet i Riga langt ind under Polen, og i marts 1562 blev ordensgrenen endegyldigt ophævet, mens Kettler blev hertug af Kurland. Formelt gjaldt ordenens overhøjhed i Maasilinna foogtkond, der reelt var i den danske konges besiddelse og formelt indlemmedes med landet i 1564. Endnu længere forblev ordenens magt i Dobele komtuurkond, idet den sidste komtur indtil 1576 nægtede at overdrage sin forvaltning til Kettler, fra 1562 dog uden at være ordensmedlem.

## Forvaltningsopbygning
Ordenen skelnede mellem følgende stillinger:
- Ordensmesteren
- Landemarskallen
- Ridderbrødre
- Præstebrødre
- Halvbrødre

### Ordensmesteren
Lederen af Den Liviske Orden var ordensmesteren eller landemesteren. Ordensmesteren hørte direkte under den Tyske Ordens stormester og residerede først i korsfarerbyen Akko i Galilæa (Israel), i årene 1291–1309 i Venedig, 1309–1457 i Marienburg, derefter indtil 1525 i Königsberg, senere (som administrator i den Tyske Orden) i Mergentheim. Ordensmesteren blev fra det 14. århundrede valgt af et af komturer og fogder sammensat ordenskapitel og valget bekræftede indtil 1525 den Tyske Ordens højmester.

### Landemarskallen
Næst efter ordensmesteren var vigtigste person i ordenen landemarskallen, som residerede først i Cēsis, senere i Sigulda. Landemarskallens rolle var at lede ordenshæren i krig.

### Indre Råd og Storråd
Ordensmesteren fik til sin ledelse senest fra midten af 15. århundrede bistand af en af 5–6 forvaltere sammensat Indre Råd eller indre ring. De vigtigste forvaltere var Den Liviske Ordens landemarskal, samt Viljandi, Tallinna, Aluliina og Kuldīga komturer samt Järva foged. Undertiden kunne andre indgå i det Indre Råd, oftest Dünaburg eller Pärnu komtur. I det Store eller ydre ordensråd deltog reelt samtlige forvaltere med undtagelse af Kurs komtur, hvis stilling blandt Livlands forvaltere regnedes som den mindst betydningsfulde. Hvor det Indre Råd var beskæftiget med ordenens daglige ledelse og godkendelse af de vigtigste beslutninger, så blev det ydre råd sammenkaldt for at afgøre spørgsmål af betydning for ordenen som helhed eller i tilfælde af store kriser.

### Ridderbrødre
Ridderbrødrene var de centrale i Den Liviske Ordens indre rangorden. Deres uniformsbeklædning var den Tyske Ordens hvide kappe med sort kors. I det 14. århundrede havde Den Liviske Orden 200-300 ridderbrødre, i slutningen af det 15. århundrede henimod 500, derefter begyndte deres antal at falde. Sammen med krigssoldater og vasaller udgjorde ridderbrødrene ordenens hær. I slutningen af det 14. århundrede begyndte man at bruge lejesoldater, hvis rolle blev afgørende i slutningen af det 15. århundrede.
I begyndelsen kunne næsten enhver uanset baggrund blive ridderbrødre. Således indgik i anden halvdel af det 13. århundrede blandt ordensbrødrene livlændingen Ykemele, den eneste kendte repræsentant for de baltiske folkeslag i ordenen. Samtidig havnede mange nordtyske borgere og mange med ukendt baggrund, muligvis en del med bondebaggrund. Fra anden halvdel af det 14. århundrede strammedes imidlertid optagelsesvilkårene, og derved blev reelt kun folk med en adelig baggrund optaget i ordenen. De fleste stammede fra Westfalen. Særlig stor var westfalernes andel i det 15. århundrede, senere faldt andelen noget. Foruden westfalere fandtes i ordenens rækker tillige en fast stor andel fra reinlandet. Fra andre egne var antallet af ridderbrødre betydeligt mindre, fra Preussen og Livland kendes kun enkelte.
I alt kendes navnene på 1003 ridderbrødre.

### Præstebrødre
Præstebrødre var gejstlige, der udførte ordenens kirkelige gerninger og var ofte skrivere og kanseliansatte. Også de bar Den tyske Ordens hvide kappe med sort kors. Præstebrødrene stammede, modsat ridderbrødrene, ofte fra Preussen.

### Halvbrødre
Halvbrødre kaldtes de, der virkede som tjenestefolk og håndlangere for ordenen. Halvbrødre bar en grå kutte.

## Forvaltningsområder
Den Liviske Ordensstat var Livlands største rige og stærkeste militærmagt. Samlet areal var omkring 55.000 km²; fra 1347, da Den Liviske Orden overtog de danske besiddelser i det nordlige Estland, voksede arealet til 67.000 km². Tidligere hørte Sakala, Järvamaa, Nurmekund, Alempois, Mõhu, Harjumaa, Virumaa og Vaigas nordlige del til ordenen, desuden områder i Läänemaa, Saaremaa og Hiiumaa. I Letland hørte de fleste områder omkring Latgale, Võnnu og Volmari, Semgallia og Kurlands sydlige dele. I årene 1330–1452 tilhørte byen Riga også til ordenen, derefter overtog den i henhold til Kirchholm-aftalen overhøjheden sammen med ærkebispen i Riga, fraset årene 1481–1491, da der var borgerkrig mellem ordenen og Riga, og 1524–1529, da byen under reformationsforvirringen kun hørte under ordenen. Ordens svaghed var, at dens forvaltningsområder var spredt og blandet med biskoppernes forvaltningsområder. Det vanskeliggjorde forsvaret af disse. Samtidig muliggjorde det indblanding i alle andre livlandske politiske magters indre forhold, ikke mindst fordi ordenens militære organisation indtil 16. århundrede var på et så højt stade.
Ordensgrenens midtpunkt – ordensmesterens residens var i årene 1237–1297 og 1330–1481 Riga ordensborg, men dels i det 14. århundredes begyndelse og fra 15. århundredes slutning Võnnu, der rettelig var ordenens uofficielle midtpunkt allerede fra starten af 15. århundrede. Ofte opholdt ordensmesteren sig også i Viljandi fæstningen, som i 15.–16. århundrede var den stærkeste ordensborg. Ordensmester Johann Wolthus von Herse havde 1470 gjort Viljandi til ordensmidtpunkt, men efter hans afsættelse genskabtes den gamle orden.
Ordenens forvaltningsområder var delt i fogderier og komturier, ledet af henholdsvis fogeder og komturer eller ordensforvaltere. I begyndelsen ansås komturier for vigtigere end fogderier, og et område kunne styres af en komtur med underlagte fogeder, men med tiden forsvandt forskellen, omend visse områder ansås for vigtigere end andre (jf. afsnittet om forvaltningen). I alt var ordenens forvaltningsområder i det 16. århundrede fordelt mellem 22 forvaltere, foruden områder forvaltet af komturer og fogeder forekom tillige områder forvaltet direkte af ordensmesteren (i Riga, Kurland og syd for Viljandi) og landmarssallens områder (Sigulda, Volmari og Riga omegn).
Komturer og fogeder med deres ordensborge indgik i forvaltningsordenen. Vasaller var der indtil 16. århundrede få af, fraset det nordlige Estland, hvor de allerede i dansketiden overtog størsteparten af landet.
Uden for Livland-forvaltningsområderne havde ordenen fire komturier i (Årsta, Bremen, Krankow og Memel). De overtoges 13. århundrede–14. århundrede og forsvandt overvejende i slutningen af det 15. århundrede, fraset Bremen komtur, der først blev solgt 1560.

### Komturier
En komtur (tysk, også kommentur) var i den gejstlige ridderorden leder af et komturi (tysk: komturei eller kommende). Han var som statholder tillige ridder, der skulle forestå forvaltningen og aflægge regnskab for ordenens gods, herunder ansvare for landgilde, skatteinddragelse og retsforvaltning.
| Navn                   | Navn på tysk (lettisk) | Eksistensperiode                    | Forvalterens benævnelse | Bemærkninger |
| ---------------------- | ---------------------- | ----------------------------------- | ----------------------- | --- |
| Komturier i Estland    |                        |                                     |                         | |
| Viljandi komtuurkond   | Fellin                 | 1230 (senest) – 1559/1560           | Viljandi komtuur        | Komturiet kan være oprettet i 1220-erne. På samme tid eksisterede parallelt Viljandi foogtkond. Den sidste forvalter var ikke officielt komtur. I det 15. århundrede forenedes det med Põltsamaa foogtkond. Komturet besat af russerne. |
| Tallinna komtuurkond   | Reval                  | 1230- og 1340-erne – 1558/1561      | Tallinna komtuur        | Var i en periode i dansk besiddelse. Den sidste forvalter var stedfortrædende komtur. Komturiet forenet med Sverige. |
| Pärnu komtuurkond      | Pernau                 | 1260-erne – 1562                    | Pärnu komtuur           | Sandsynligvis oprettet 1265. I slutningen af det 15. århundrede forenet med Lihula komtuurkond. Komturet forenet med Polen. |
| Kursi komtuurkond      | Talkhof                | sandsynligvis 14. århundrede – 1558 | Kursi komtuur           | Første kendte komtur kendes fra 1343. Navnet på den sidste komtur kendes ikke. Komturiet besat af russerne. |
| Lihula komtuurkond     | Leal                   | 1240-erne – sandsynligvis 1470-erne | Lihula komtuur          | Første kendte komtur kendes fra 1241. I slutningen af det 15. århundrede forenet med Pärnu komtur. |
| Paide komtuurkond      | Weißenstein            | 14. århundredes første halvdel      | Paide komtuur           | Kun to komturer kendes. Eksisterede parallelt med Järva foogtkond og siden forenet med dette. |
| Komturier i Letland    |                        |                                     |                         | |
| Kuldīga komtuurkond    | Goldingen              | sandsynligvis 1250-erne – 1560      | Kuldīga komtuur         | Første kendte komtur kendes fra 1251. Den sidste fald i slaget ved Oksebjerg. Komturet forenet med Kurland hertugdømme (Kuramaa hertsogiriik).                                                                                          |
| Aluliina komtuurkond   | Marienburg; Alūksne    | 1342–1560                           | Aluliina komtuur        | Komturiet besat og den sidste komtur døde i ordensfængsel anklaget for forræderi. |
| Dünaburgi komtuurkond  | Daugavpils             | umbes 1245 – 1559                   | Dünaburgi komtuur       | Komturiet fandtes ikke i lang tid i 13.–14. århundrede, thi borgen blev ødelag af litauerne. Likvideret 1559, overdraget til den polske hærs beskyttelse                                                                                |
| Dobele komtuurkond     | Dobeln                 | 1376?–1562/1576                     | Dobele komtuur          | Komturiets oprettelsestid kendes ikke. Den sidste komtur ville ikke overdrage besiddelsen ved ordenens likvidering og forvaltede denne 14 år som verdslig fyrste. Senere forenet med Kurland hertugdømme.                               |
| Vindavi komtuurkond    | Windau; Ventspils      | 1291?–1560/1562                     | Vindavi komtuur         | Komturiets oprettelsestid kendes ikke. 1561–1562 forvaltedes området af den tidligere landemarskal. Ved likvideringen forenet med Kurland hertugdømme.                                                                                  |
| Võnnu komtuurkond      | Wenden; Cēsis          | 1207–1349                           | Võnnu komtuur           | Komturiets oprettelsestid kendes ikke sikkert. Eksisterede med afbrydelser, tidvis parallelt med Võnnu foogtkond. |
| Aizkraukle komtuurkond | Ascheraden             | 1209?–1477?                         | Aizkraukle komtuur      | Komturiets oprettelsestid kendes ikke sikkert. Ved likvideringen forenet med landemarskallens forvaltningsområder. |
| Dünamünde komtuurkond  | Daugavgrīva            | 1305– slutningen af 15. århundrede  | Dünamünde komtuur       | Ved likvideringen forenet med landemarskallens forvaltningsområder. |
| Miitavi komtuurkond    | Mitau; Jelgava         | 1272?–1495?                         | Miitavi komtuur         | Komturiets oprettelsestid kendes ikke sikkert. Ved likvideringen forenet med landemarskallens forvaltningsområder. |
| Riia komtuurkond       | Riga; Rīga             | 1253?–1484                          | Riia komtuur            | Komturiets oprettelsestid kendes ikke sikkert. Likvideret i forbindelse med stridighederne mellem Riga og ordenen og senere underlagt ordensborgen direkte under ordensmesteren.                                                        |
| Sigulda komtuurkond    | Segewold               | 1291?–1432                          | Sigulda komtuur         | Komturiets oprettelsestid kendes ikke sikkert. Ved likvideringen forenet med landemarskallens forvaltningsområder. |
| Ruhja komtuurkond      | Rujen; Rūjiena         | 1559–1560                           | Ruhja komtuur           | Komturiet oprettet under Liviske krig og forsvandt som det eneste efter slaget ved Oksebjerg. |
| Uden for Livland       |                        |                                     |                         | |
| Bremeni komtuurkond    |                        | 1330-erne–1560                      | Bremeni komtuur         | 1560 solgtes komturiet. Handelen afsluttet endeligt først efter likvideringen af Den Liviske Orden. |
| Memeli komtuurkond     | Klaipeda (litauisk)    | 1250-erne–1470-erne                 | Memeli komtuur          | 1470 underlagt Den tyske Orden. |
| Årsta komtuurkond      |                        | 1260-erne –1465                     | Årsta komtuur           | Komturiet solgt. |
| Krankowi komtuurkond   |                        | 1260-erne–1356                      | Krankowi komtuur        | Komturiet solgt. |

### Fogderier
En foged var i den gejstlige ridderorden først og fremmest ansvarlig for retsvæsenet i et givet område, fogderiet, men stod i krigstid desuden som ansvarlig for forsvaret af godset.
| Navn                 | Navn på tysk (lettisk) | Eksistensperiode  | Forvalterens benævnelse | Bemærkninger |
| -------------------- | ---------------------- | ----------------- | ----------------------- | --- |
| Fogderier i Estland  |                        |                   |                         | |
| Järva foogtkond      | Jerwen                 | 1220?–1562        | Järva foogt             | Oprindelig oprettet på dansk område. |
| Rakvere foogtkond    | Wesenberg              | 1343–1558/1561    | Rakvere foogt           | Kerneområderne erobret 1558. |
| Narva foogtkond      | Narwa                  | 1340 aastad?–1558 | Narva foogt             | Fogderiet besat 1558. |
| Maasilinna foogtkond | Soneburg               | 1405?–1562/1564   | Maasilinna foogt        | Dannet til afløsning af Pöide foogtkond. Den sidste foged nægtede i 1562 at overdrage fogderiet til Polen og overdrog det 1564 til Danmark.                                                         |
| Vasknarva foogtkond  | Neuhausen              | ?–1558            | Vasknarva foogt         | Første foged kendes først 1433, men eksisterede øjensynligt allerede tidligere. |
| Toolse foogtkond     | Tolsburg               | 1471–1558         | Toolse foogt            | Oprettet af ordensmester Herse. Besat af russerne. |
| Karksi foogtkond     | Karkus                 | 1248?–1534        | Karksi foogt            | Forenet med ordensmesterens forvaltningsområder |
| Põltsamaa foogtkond  | Oberpahlen             | 1305?–1472?       | Põltsamaa foogt         | Forenet med Viljandi komtur. |
| Pöide foogtkond      | Peude                  | 14. århundrede    | Pöide foogt             | Kun to fogder kendes. Senere hørte områderne under Maasilinna foogtkond. |
| Fogderier i Letland  |                        |                   |                         | |
| Rēzekne foogtkond    | Rositten               | 1288?–1559        | Rēzekne foogt           | Måske ødelagdes borgen i slutningen af det 13. århundrede. En uafbrudt fogedliste kendes fra midten af 14. århundrede. Likvideret i forbindelse med fogderiets overdragelse til Polens beskyttelse. |
| Bauska foogtkond     | Bauske                 | 1470?–1559        | Bauska foogt            | Sandsynligvis oprettet af ordensmester Herse. Likvideret i forbindelse med overdragelse til Polens hær.                                                                                             |
| Kandava foogtkond    | Kandau                 | 1383?–1560        | Kandava foogt           | Sidste foged faldt i slaget ved Oksebjerg. |
| Sēlpilsi foogtkond   | Selburg                | 1422?–1559        | Sēlpilsi foogt          | Fogderiet 1559 overdraget til Polens hær. |
| Grobiņa foogtkond    | Grobin                 | 1428?–1560        | Grobiņa foogt           | Fogderiet pantsat 1560 til Preussen. |
| Võnnu foogtkond      | Wenden; Cēsis          | 1255?–1461        | Võnnu foogt             | Fogderiet eksisterede i begyndelsen parallelt med komturet og likvideredes i forbindelse med områdernes overdragelse direkte under ordensmesteren.                                                  |

## Livlandske ordensmestre
- Hermann Balk 1237–1238
- Dietrich von Grüningen 1238–1242
- Dietrich von Grüningen 1244–1246
- Andreas von Stierland 1248–1253
- Anno von Sangershausen 1253–1256
- Burchard von Hornhausen 1256–1260
- Werner von Breithausen 1261–1263
- Konrad von Mandern 1263–1266
- Otto von Lutterberg 1266–1270
- Walther von Nortecken 1270–1273
- Ernst von Rassburg 1273–1279
- Konrad von Feuchtwangen 1279–1281
- Wilken von Endorp 1281–1287
- Konrad von Herzogenstein 1288–1290
- Halt von Hohembach –1293
- Heinrich von Dinkelaghe 1295–1296
- Bruno 1296–1298
- Gottfried von Rogga 1298–1307
- Conrad von Jocke 1309–1322
- Johannes Ungenade 1322–1324
- Reimar Hane 1324–1328
- Everhard von Monheim 1328–1340
- Burchard von Dreileben 1340–1345
- Goswin von Hercke 1345–1359
- Arnold von Vietinghof 1359–1364
- Wilhelm von Vrymersheim 1364–1385
- R. von Eltz 1385–1389
- Wennemar Hasenkamp von Brüggeneye 1389–1401
- Konrad von Vietinghof 1401–1413
- Diderick Tork 1413–1415
- Siegfried Lander von Spanheim 1415–1424
- Zisse von Rutenberg 1424–1433
- Franco Kerskorff 1433–1435
- Heinrich von Bockenvorde 1435–1437
- H. Vinke von Overbergen 1438–1450
- Johann Osthoff von Mengede 1450–1469
- Johann Wolthuss von Herse 1470–1471
- Bernd von der Borch 1471–1483
- Johann Fridach von Loringhofe 1483–1494
- Wolter von Plettenberg 1494–1535
- Hermann Hasenkamp von Brüggeneye 1535–1549
- Johann von der Recke 1549–1551
- Heinrich von Galen 1551–1557
- Johann Wilhelm von Fürstenberg 1557–1559
- Godert (Gotthard) Kettler 1559–1561